# لاوتربرونن
لاوتربرونن (به لاتین: Lauterbrunnen) یک روستا و بخش در سوئیس است که در کانتون برن واقع شده‌است. لاوتربرونن ۲٬۵۵۸ نفر جمعیت دارد.
این روستا به دلیل مناظر طبیعی زیبا و آبشارهای متعدد شناخته می‌شود.

## نگارخانه

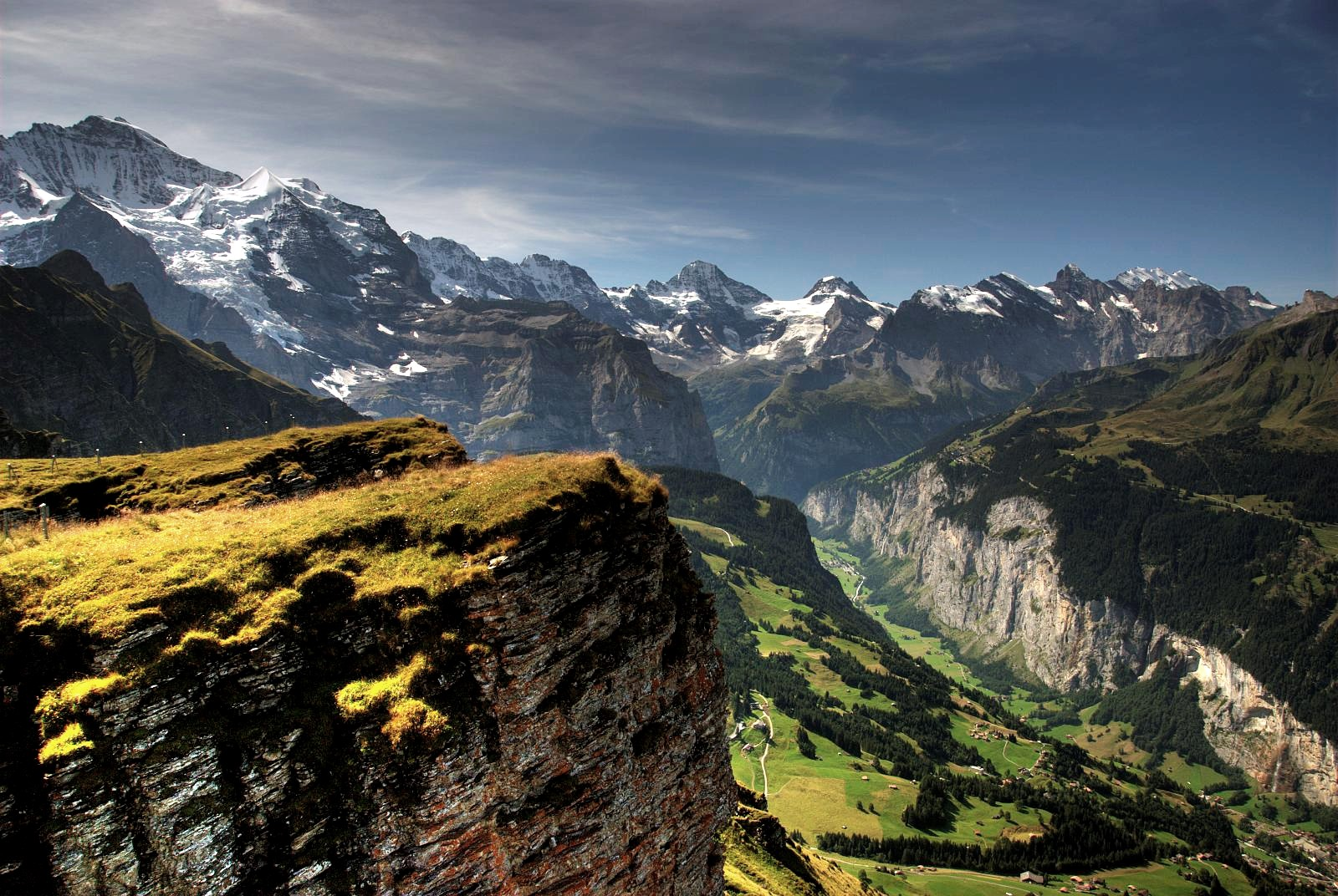
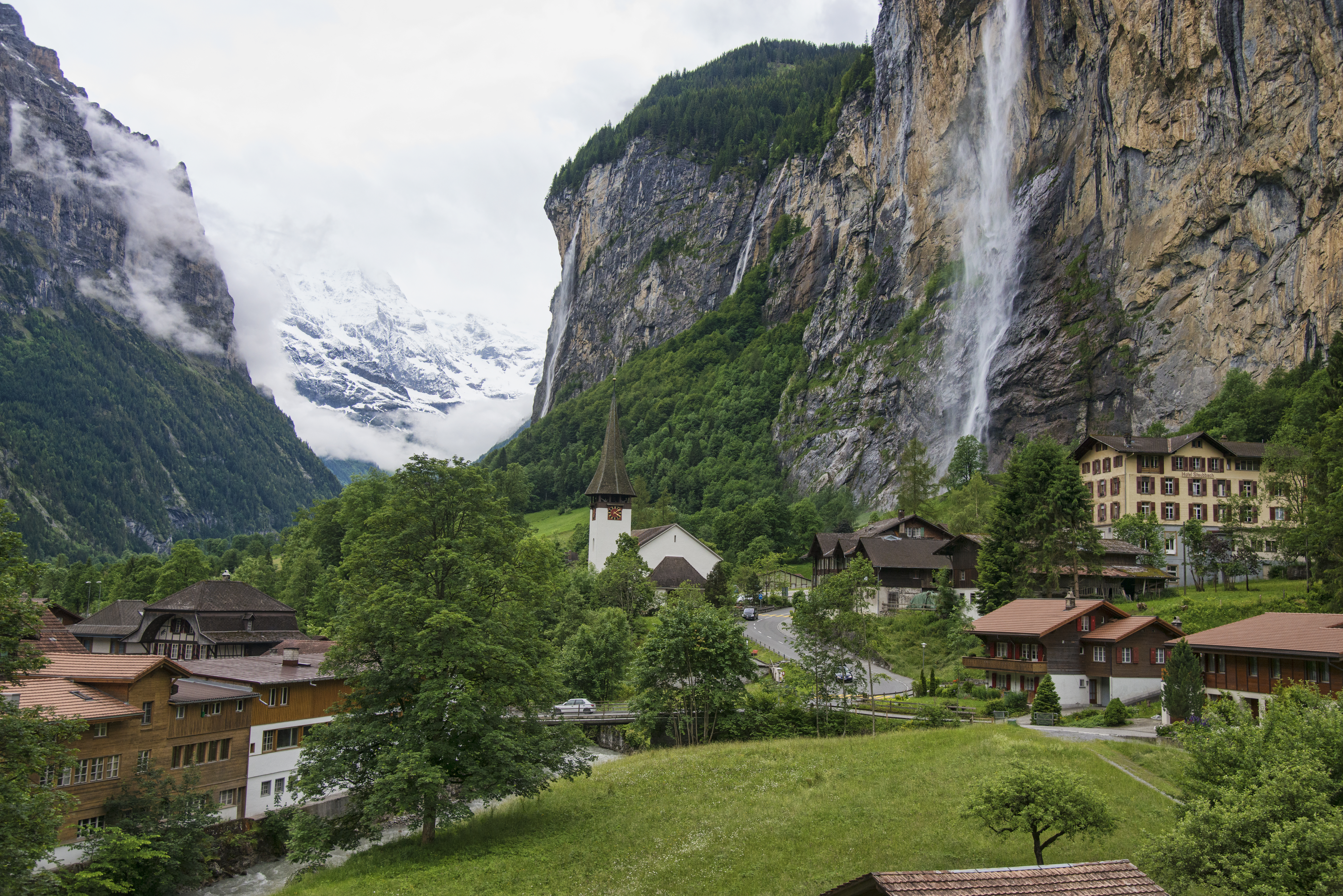
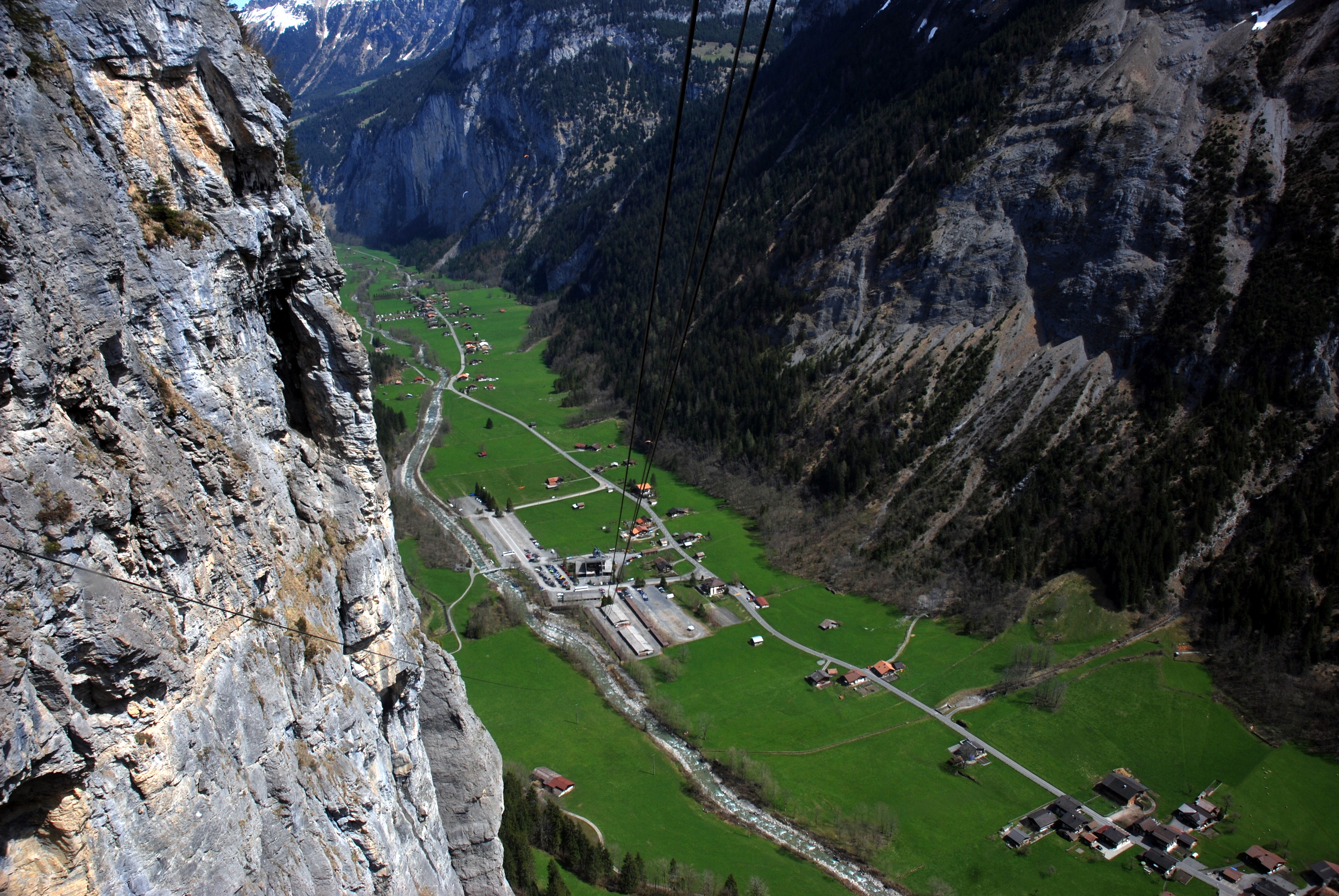
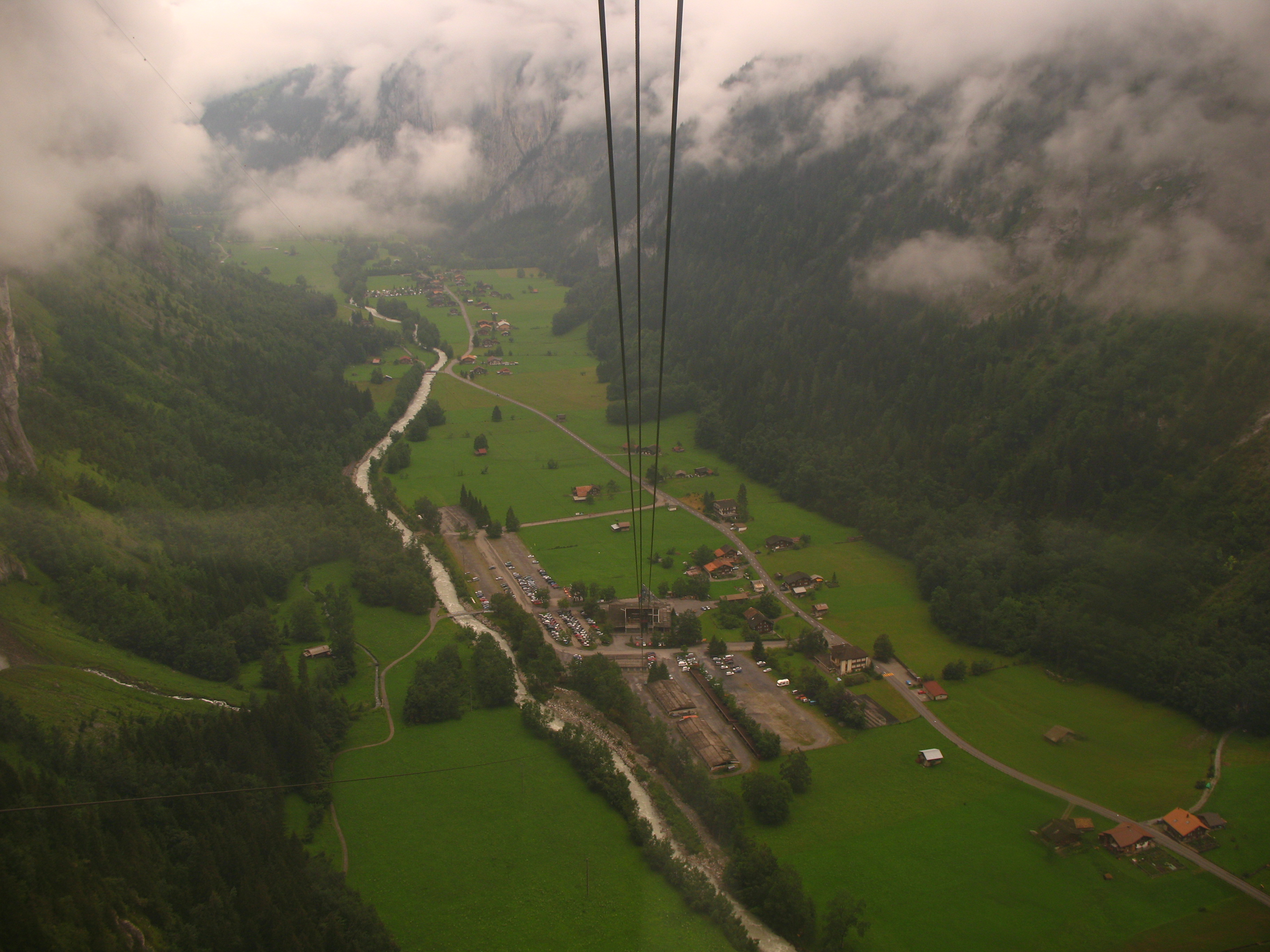
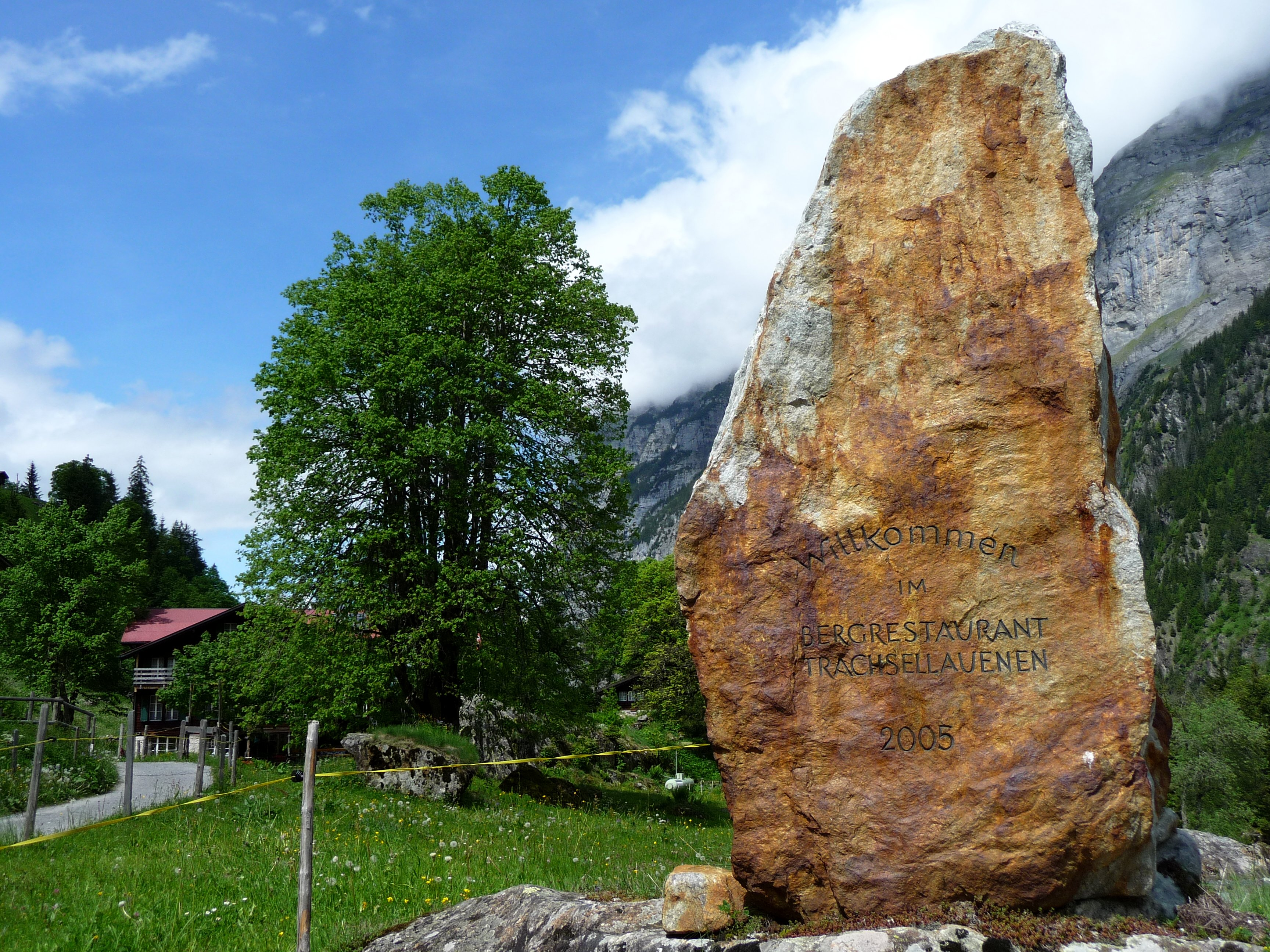
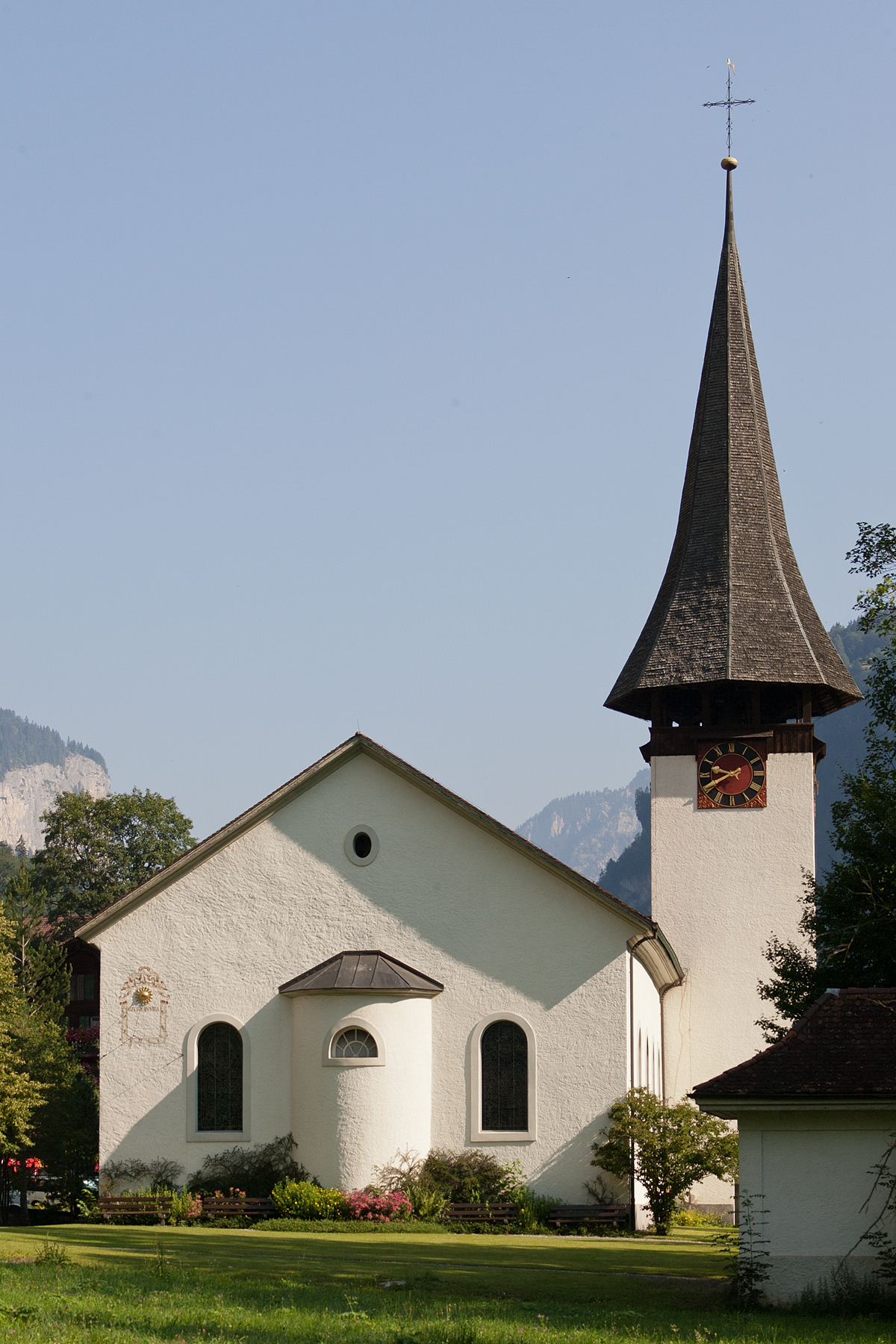
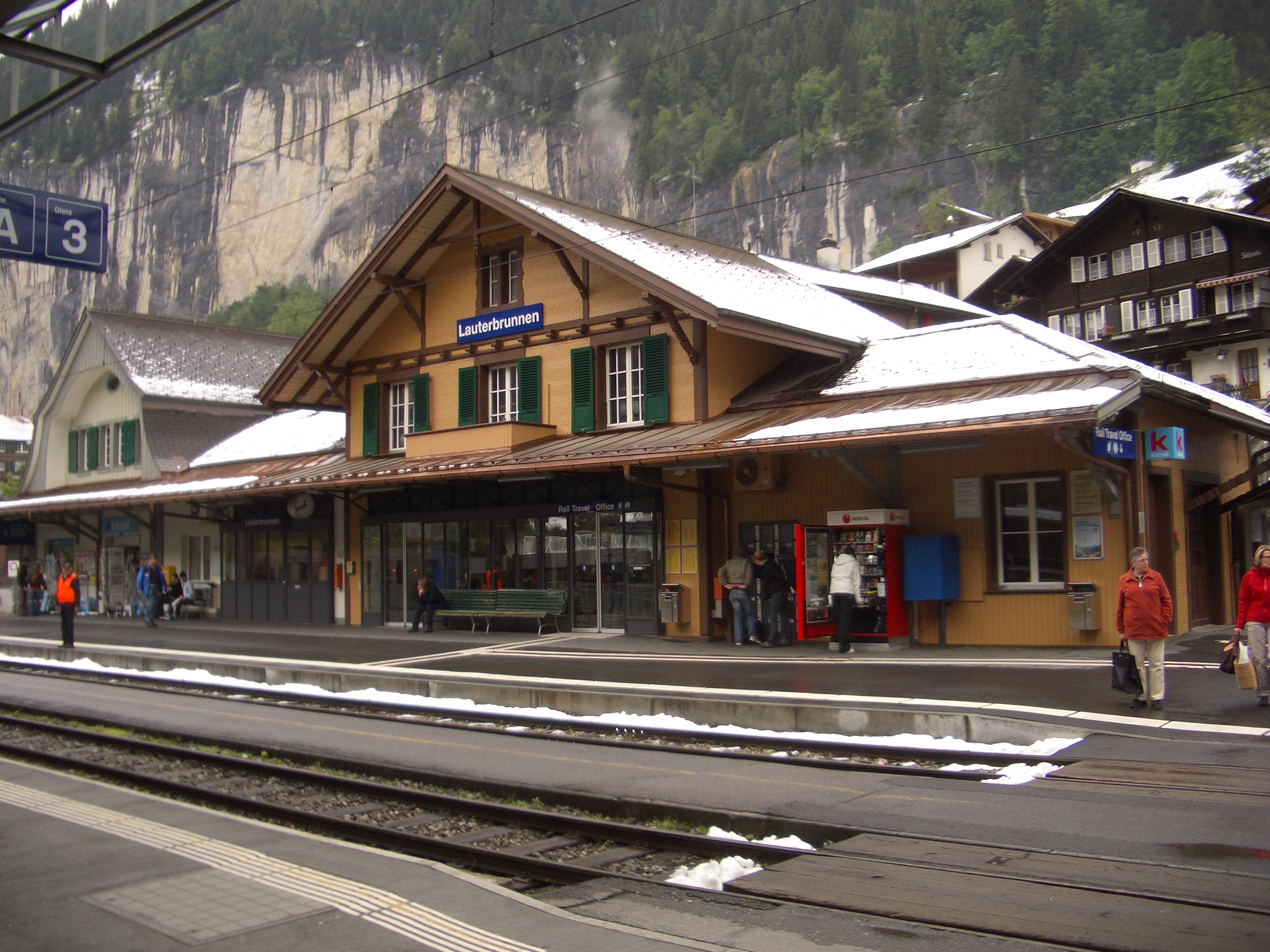